# Jornalismo comunitário
jornalismo comunitário é a especialização da profissão jornalística nos fatos que ocorrem dentro de uma comunidade (bairro, vila, vilarejo, aldeia, povoado, distrito, concelho, município, favela, etc.) ou que sejam de interesse para os moradores desta. Também se define como o jornalismo praticado por membros de uma comunidade — como, por exemplo, no caso de jornais e rádios produzidos por moradores de uma favela.
É interessante comparar e diferenciar o Jornalismo Comunitário do jornalismo cívico.
A princípio, pode-se afirmar que sempre existiu o jornalismo voltado para a comunidade, antes de assuntos de âmbito nacional ou mundial. Mas o Jornalismo Comunitário como é conhecido atualmente foi intensamente impulsionado pelo advento das novas tecnologias de comunicação (como internet, telefonia móvel e computadores portáteis) que tornaram mais acessível a produção de conteúdo para mídia (por exemplo, usando a editoração eletrônica para confeccionar jornais em casa e o correio eletrônico para distribuí-los). Além disso, nas últimas décadas do século XX houve um forte aumento dos trabalhos de organizações não governamentais na capacitação, no treinamento e no incentivo à formação de mídia em comunidades carentes.
Entretanto, embora na maioria das vezes entenda-se o Jornalismo Comunitário como praticado em áreas pobres, a especialidade não é exclusiva destas: um condomínio fechado de luxo, por exemplo, pode ter uma imprensa que não deixa de ser, a rigor, comunitária.

## Peculiaridades
O Jornalismo Comunitário, além de focar na prestação de serviços (ver abaixo), também apresenta textos geralmente mais opinativos que os da grande mídia e das matérias jornalísticas canônicas. Por causa da proximidade entre jornalistas e leitores dentro da comunidade, é mais clara a identificação de interesses, opiniões e posicionamentos. As matérias e artigos de um veículo comunitário geralmente trazem comentários sobre os problemas que atingem a comunidade. Além disso, a redação costuma usar linguagem mais informal e coloquial, principalmente quando o público leitor tem baixo nível de instrução formal.
Os jornais, rádios e TVs comunitárias costumam basear-se fortemente no voluntariado, com repórteres e colaboradores que trabalham sem remuneração. Geralmente, estes veículos são sustentados por publicidade do comércio local ou patrocinados por entidades filantrópicas ou assistencialistas.
No Jornalismo Comunitário, é fundamental o trabalho de capacitação dos moradores em técnicas de jornalismo (como técnica de redação, edição e diagramação), para que eles mesmos possam elaborar e produzir suas publicações sem depender de ajuda externa. Esse trabalho é comumente realizado por ONGs e entidades de apoio à comunidade (raramente é feito pelo governo ou por empresas).

## Temas
Por causa da precariedade de condições de vida em comunidades mais pobres, os temas mais comuns nesta área são os problemas sociais e de infraestrutura, como resíduos, saneamento, água, luz, telefonia, trânsito, obras, desabamento de prédios e deslizamentos de terra, entre outros. No entanto, é bom repetir que o Jornalismo Comunitário não é feito apenas em áreas carentes, mas em qualquer comunidade de pessoas.
É comum também a imprensa comunitária concentrar-se na prestação de serviços de utilidade pública ao leitor (vagas de trabalho, emprego, como ter acesso a serviços do Estado, incentivo à cidadania e à participação nas decisões da comunidade, etc.).
Além destas, as pautas do Jornalismo Comunitário incluem a cobertura de eventos (festas, comemorações, nascimentos, falecimentos), da política local (eleições para síndico ou para a associação de moradores), as instituições que geram produtos e fatos (associações de moradores, associações comerciais, prefeituras e secretariais), as políticas públicas para a área e o dia-a-dia da vizinhança.
Cabe ao Jornalismo Comunitário identificar as chamadas "necessidades" da comunidade e explorá-las em pautas que informem os moradores sobre as causas e possíveis soluções para esses problemas.

## No Brasil
Os principais veículos (jornais e revistas) dedicados ao tema são o jornal O Cidadão (publicado na favela da Maré, no Rio de Janeiro) e a revista Ocas, produzida e distribuída por moradores de rua nas maiores cidades brasileiras.
No Rio de Janeiro, a professora Raquel Paiva da UFRJ desenvolve pesquisa acadêmica e trabalhos de capacitação de imprensa comunitária dentro do "Laboratório de Estudos em Comunicação Comunitária".
Na USP, em São Paulo, é produzido o jornal Notícias do Jardim São Remo, feito por alunos do primeiro ano de jornalismo da Escola de Comunicações e Artes. É em formato tabloide e direcionado à população da comunidade Jardim São Remo, que fica próxima ao campus da Cidade Universitária, no Butantã.
No Complexo do Alemão, é produzido e distribuído o jornal Voz das Comunidades desde 2005. No Distrito Federal é produzido desde 1983 o Jornal do Guará, segundo o Observatório da Imprensa considerado importante à história da cidade.